# 鎮康州
鎮康禦夷州，常簡稱鎮康州，是14世紀至20世紀初存在於中國滇西地區的一個土州，治所位於今永德縣的永康壩，疆域大致為今日中國的雲南省鎮康縣、永德縣以及緬甸的果敢縣。14世紀中，大悶法從麓川宣慰思可法征討有功，管林馬甸寨。1409年，明朝設鎮康州，將大悶法的孫子曩光昇任為知州，世代相襲。傳至1906年，改土歸流，民國以後改為鎮康縣，之後再被分為鎮康縣與永德縣。20世紀後，因政區變更，鎮康土司在後來的文獻也稱永德土司。

## 名稱
鎮康城古名石賧或棣賧。大理國時期將南詔時期建立的拓南城稱作鎮康城，意為鎮守康寧。另有一說，鎮康城名稱來自於鎮康河。鎮康縣志稱：『鎮康之名，確切起用時間未見文獻記載，遂將大理國時期視為名稱緣起的最早時限』。而鎮康城的傣語名稱「勐象」，則是寶地的意思。

## 地理
| 清代政區 | 現代所屬省份   | 現代位置                     |
| 東8戶    | 中 國 雲 南 省 | 永德縣亞練一帶:68、121       |
| 上10戶   | 中 國 雲 南 省 | 永德縣班卡、大山一帶:68、121 |
| 11戶     | 中 國 雲 南 省 | 永德縣小勐統鎮一帶:68、121   |
| 9戶      | 中 國 雲 南 省 | 永德縣德黨鎮一帶:68、121     |
| 西8戶    | 中 國 雲 南 省 | 永德縣明朗一帶:68、121       |
| 下3戶    | 中 國 雲 南 省 | 永德縣勐板一帶:68、121       |
| 4戶      | 中 國 雲 南 省 | 鎮康縣勐捧一帶:68、121       |
| 上6戶    | 緬 甸 撣 邦    | 果敢縣紅星一帶               |
| 中6戶    | 緬 甸 撣 邦    | 果敢縣西山一帶               |
| 下6戶    | 緬 甸 撣 邦    | 果敢縣東山一帶               |

### 疆域
清代（1692年）成書的《讀史方輿紀要》記載，鎮康州東部邊界到孟璉長官司，南部邊界到孟定府交界，西部邊界至永昌府潞江安撫司界，北部邊界至雲州交界，轄境約為今日的中國雲南省的鎮康縣、永德縣以及緬甸的果敢縣。但實際上鎮康的有效控制範圍隨著時代而變動，例如西側與木邦的喳哩江邊界常隨著戰事而有變動，轄下的小土司也可能依附鄰近較強大的土司邦。
清朝道光年間（1840年），鎮康州西部被木邦侵蝕的領土冊封給楊姓土司為果敢土縣。

### 政區
鎮康州在元明兩代的政區無考。清代，鎮康州分為11個大戶。其中5個戶在今永德縣境；上3戶、下3戶、4戶及9戶的一部份在新鎮康縣境，上6戶、中6戶、下6戶在今緬甸果敢縣境。:52
根據魯成旺所撰述的《永德縣誌》以及蔡山所著的《果敢》兩本書對清朝鎮康州的所轄的政區描述如右：

### 民族
明史記載，鎮康在元代之前為黑僰所居。元末明初，傣族人口逐漸發展，成為鎮康人數最多、最主要的民族。明清兩代，傣族為統治地位的民族。清末杜文秀回變，以及刀上達之亂，發生非常嚴重的民族矛盾，導致傣族大批外遷。至1960年統計永德縣人口，傣族僅佔1%。相對的，漢族移入和滲透是大規模且持續不斷的，漢族在元末明初少於其他民族總和，但在百年後的21世紀初，漢族已是原鎮康州轄境的絕對多數民族，佔鎮康縣人口68%，永德縣的78%，果敢縣的86%

### 自然地理
鎮康位於橫斷山系怒山山脈的南延部份，係滇西縱谷區，東連雲貴高原，西接撣邦高原，北抵怒江斷層，南近於南汀河。全境地勢北東高、西南低。外圍的怒江、南汀河是較大的河流，境內95%以上是山地，州內最大流域河流是鎮康河。州境屬亞熱帶季風氣候，因高差懸殊、地表破碎，該地氣候係典型的垂直分佈。

## 歷史

### 大悶法受封及先期歷史
鎮康城位置在早期稱石賧，南詔國時期於怒江流域的一處壩子興築了拓南城，大理國時期改拓南城為棣賧鎮康城，是大理國重要的西南政經城市。
1254年，蒙古帝國征服大理國，並繼續遠征白夷。1261年，金齒、白夷諸酋各遣子弟朝貢，鎮康依附元朝，翌年元朝設安撫司統之。1271年，元朝將金齒、白夷分為左右兩路分設左右兩路安撫使。之後改東路為鎮康路，後再將鎮康東路安撫司改為鎮康安撫司。1274年又改為安撫司為宣撫司並立鎮康路軍民總管府，領三甸。
14世紀初，元朝末年，元廷無暇邊顧，原雲南行省的範圍內出現三股割據勢力：滇東、滇中的元梁王，滇西為大理段氏，怒江以西至伊落瓦底江上游為麓川思氏的勢力範圍。麓川崛起，鄰近的土司皆依附麓川王朝，鎮康也為其勢力範圍。14世紀中，百夷人大悶法跟隨麓川宣慰思可發征討有功，管林馬甸寨。

### 明與麓川征戰
明朝初建十餘年，明廷無力掌控雲南各地割據勢力，多次派使臣到雲南勸降，允許梁王保留封號、段氏世襲大理國王為條件，都遭到拒絕。1381年，明朝征雲南，梁王與段氏完全滅亡。
明朝平定梁王與段氏之後，大體沿襲原本制度，僅將元朝的「路」改為「府」。1382年，鎮康路軍民總管府改為鎮康府，1384年鎮康府再降為州，但之後隨即撤銷建制，將鎮康地併入灣甸御夷州。
1409年，明朝廷應灣甸州之請，重新設立鎮康禦夷州，由大悶法之孫，灣甸同知蠹光出任鎮康州知州，世代相襲。另有一說，刀悶光（蠹光）隨兵部尚書王驥三征麓川有功，所以受封。此可能為麓川歷史上的「析麓川地」事件之一。明朝給予麓川鄰近的世襲土司利益，或對叛離者給予支持，削弱麓川勢力。
1411年，明朝欽差徐亮在鎮康被滯留，蠹光因此受到明朝朝廷訓誡而派遣人員入京朝貢，請求恕罪。
1441年至1449年，明朝三征麓川，徹底瓦解麓川政權。明軍經過鎮康，鎮康守將刀悶氏，或載為陶孟、刁門，向明軍請降。而在明與麓川征戰之時，西南方的木邦兼併了麓川屬地，之後木邦坐大逐漸成為明朝邊患。

### 鎮康依附木邦、洞吾王朝
明朝隆慶年間（1567年－1572年），木邦侵佔耿馬，鎮康知州刀悶敬依附木邦。1583年，緬甸洞吾王朝侵略西南，耿馬罕虔與鎮康、灣甸土知州隨同叛明，攻佔干崖、南甸、盞達、姚關、施甸、順寧等地。明朝永昌參將鄧子龍帶兵征討之，罕虔、刀悶敬敗死，其叔父刀悶恩歸附明朝，繼掌土知州。

### 木邦入侵鎮康
1612年（明萬曆四十年），土司刀悶恩死，刀悶枳襲。木邦罕思禮誘之歸附，刀悶枳不從，木邦便令耿馬土目佔領了鎮康西南邊的控尾（今鳳尾鎮）。1614年，耿馬土司罕悶金討木邦小姐娜刀坎細作召足印太（土司官夫人）時，木邦土官將鎮康西南的土地陪嫁給耿馬安撫司。
1621年（明天啟元年），木邦佔領了喳哩江（薩爾溫江），鎮康土司刀悶枳奔姚關告急，姚關守備領兵擊退入侵者。

### 鎮康歸附清朝

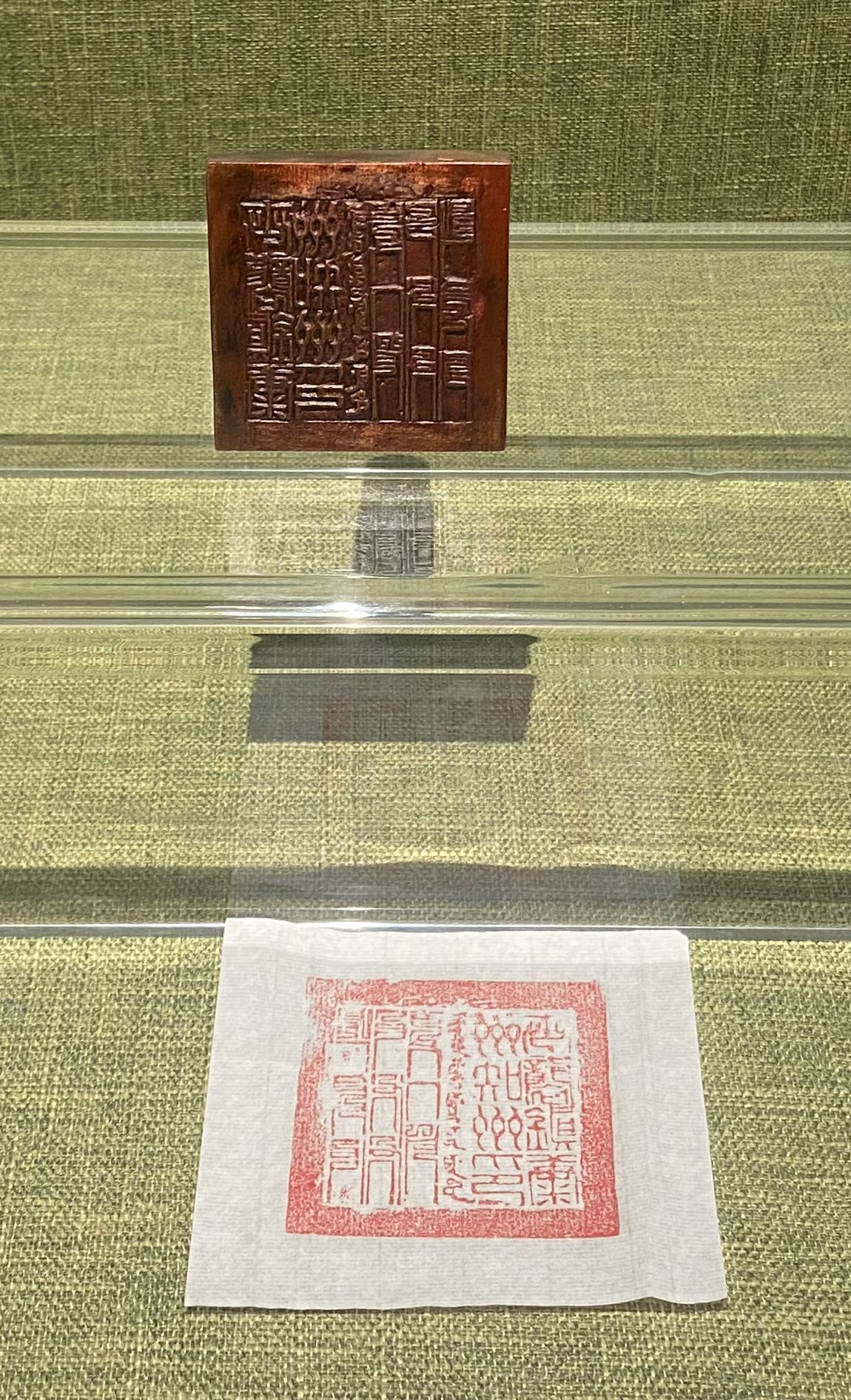
德宏州博物馆藏世袭镇康州知州印复制品

1658年（清順治十五年），清軍吳三桂攻入雲南，1659年鎮康土知州刀悶達率眾投清，清朝仍循明制，設鎮康土知州，授予世職。1673年吳三桂叛清，令各土司另換州印。1681年三藩之亂被平定，刀悶達向清朝投誠，清朝仍授予世職。

### 雲南回變佔領期：1861－1873
刀悶晟圖在位時期，雲南發生杜文秀為首的抗清戰爭。杜文秀派遣蔡發春統帥順寧、雲州、緬寧、耿馬等地群眾數萬人，進攻永昌府，途經鎮康，安文玉趁機於小勐統起義，刀悶晟圖調民團抵抗，蔡發春率軍進入鎮康並生擒刀悶晟圖，並在小勐統河尾建將軍府，控制鎮康14年。1874年（同治十三年）7月，清軍永昌協和耀曾部鎮壓鎮康回民起義，回民軍潰敗，餘部撤向果敢:7、441。1878年，刀悶晟圖之弟刀悶錦圖襲封鎮康土司。

### 土司刀悶氏的衰落
1890年，土司族人刀老五為爭奪土州政權，勾結外力在烏木ㄚ口寨將土司刀悶錦圖殺害。刀老五等人行兇後率眾佔領土府，各大賩調集民團前往攻擊，刀老五在土府盤據數日後就地正法。幾日後，永昌知府鄒馨蘭前往安撫，並保刀悶錦圖的長子刀悶純祖襲封土司。
光緒年間，爭襲鎮康土知州失敗的刀上達，屢次進襲鎮康，以鎮康土司自居，最終遭耿馬土司罕華基所擒，刀上達之亂才平息。
1891年，刀悶純祖病故，缺乏子嗣繼承土司官位，由其弟刀悶純興告襲。刀上達為土司刀悶濟的養子（另一說為刀悶純興的表姪）爭襲土職未成，出走南甸，次年武裝進據南京里。大賩馬玉堂派遣團練攻擊，刀上達敗逃果敢。1893年，刀上達再從東、西、南三路進攻鎮康，被擊敗，退入果敢。隔年雲貴總督派遣通判葉如桐查明騷亂情形，認為爭奪土司官的世襲權力是根本原因，便命令南甸土司交出刀上達，依法永遠監禁。
1897年，曾屬鎮康州西部的果敢，因清朝與英國簽訂《中英續議滇緬條約附款》而劃歸英屬緬甸。

### 改土歸流
1906年，鎮康土司刀悶純興病亡，缺乏子嗣繼承土司官位，爭奪襲位者眾。永昌知府謝宇俊報請雲貴總督錫良，將鎮康土州改土歸流。1907年10月，清廷批准鎮康州改土歸流，由馬玉堂主持政務。。象徵土司世襲權力的土司官印，由末代土司的母親呈請永昌府批准保留紀念，其媳將官印帶回娘家（今德宏州梁河縣） 。1908年8月，劉鳳智、劉老八等人煽惑民眾要求恢復土州，10月被捕，在德黨正法。
鎮康州於1909年改稱永康州，1910年首任州牧覃尚祥到任。1911年7月第二任州牧陳文光甫上任，9月便被殺害於班海甘塘山大寨。同時，同盟會革命成員刀安仁令刀上達帶人佔領州城，刀上達由省監獄逃脫，糾結舊部捲土重來，進佔州城公署月餘。當時流傳著「安夷滅漢」主張，許多漢人遭抄家殺害，刀上達被圍攻之後逃往耿馬被擒獲，1912年在保山正法。隨之而來的是「滅夷安漢」動亂，大量傣族、布朗族、德昂族逃離鎮康。果敢土司族人楊福順趁亂領兵進入鎮康，滯留不歸，遭驅逐出境。至此，刀上達爭襲以及革命紛亂才告平息。中華民國建國之後，永康州改稱永康縣，但與浙江省永康縣同名，於是再改為鎮康縣。

## 鎮康土司列表
| 朝代 |        | 姓名     | 世系         | 在位時間 | |
| ---- | ------ | -------- | ------------ | --- | --- |
| 元朝 |        | 大悶法   |              | 約1355年— | 百夷人，從麓川宣慰思看法征討有功，充招募名目擬管林馬甸寨。另有文獻如澂江府土司考有不同說法，明正統年間，鎮康土知州刀門俸（另有記載為刀門發）升孟定府知府，長子刀班線（另有記載為刀木祆）封鎮康州知府。思氏糾木邦攻鎮康，殺刀班線，次子刀孟逃至永昌。將刀門俸安插在澄江府作知府。 |
| 明朝 | 曩博   | 大悶法子 | 1368年—      | 有思看法為見鎮康路大，著令曩博仍舊管食本處地方。因刀千孟反叛，宣慰思倫發差曩博征討取，陣亡                   | |
| 明朝 | 曩光   | 曩博子   | 1390年—      | 曩光係親男，襲父職事，洪武三十三年，開設衙門，除灣甸長官司副長官。永樂七年七月，欽設鎮康州，將曩光陞做知州。 | |
| 明朝 | 鎮康州 | 刀木襖   | 曩光弟       | 1410年— | 曩光故，曩光子刀孟廣年方一歲，內府司設監右少監徐光令刀木襖權署:223永樂十六年九月，傳奉聖旨吏部知道欽此為無保結，本年九月，奉聖旨，若是著他，借管久後争只著他兒子襲了罷欽此 |
| 明朝 | 鎮康州 | 刀悶廣   | 曩光子       | 1418年— | 又記載為刀孟廣 |
| 明朝 | 鎮康州 | 刀悶戛   | 刀悶廣子     | 1465年— | 刀門戛係刀孟光嫡長親男，應襲，成化元年正月准令刀門戛就 |
| 明朝 | 鎮康州 | 刀悶中   |              | 1530年— | |
| 明朝 | 鎮康州 | 刀悶敬   |              | 1555年— | 1567年至1582年，耿馬土司罕虔妻以女，由於姻親的關係，刀悶敬隨耿馬歸附木邦。1583年，明將鄧子龍率兵驅逐木邦勢力，虔敗，刀悶敬死，刀悶思（或記為刀悶恩）歸附明朝，仍襲舊職。 |
| 明朝 | 鎮康州 | 刀悶恩   | 刀悶敬弟或叔 | 1583年—1612年                                                                                                | 木邦酋長用禮物誘導刀悶恩歸附緬甸，刀悶恩不從。 |
| 明朝 | 鎮康州 | 刀悶枳   | 刀悶恩子     | 1621年— | 天啟二年（1622年），木邦兵據喳哩江（怒江），刀悶枳逃往姚關，守備遣官兵援之，木邦兵乃退 |
| 清朝 | 鎮康州 | 刀悶達   | 刀悶枳子     | 1656年— | 清軍平定雲南，刀悶達率眾投誠，仍授世職。 |
| 清朝 | 鎮康州 | 刀悶珍   |              | 1698年— | |
| 清朝 | 鎮康州 | 刀悶鼎   |              | 1726年— | [ 24 ] |
| 清朝 | 鎮康州 | 刀悶鑑   |              | 1778年—1789年                                                                                                | |
| 清朝 | 鎮康州 | 刀悶銑   | 刀悶鑑弟     | 1791年— | |
| 清朝 | 鎮康州 | 刀悶濟   | 刀悶銑子     | 1796年—1821年                                                                                                | [ 26 ] |
| 清朝 | 鎮康州 | 刀悶克彰 | 刀悶濟子     | 1822年— | [ 27 ] |
| 清朝 | 鎮康州 | 刀悶晟圖 | 刀悶克彰子   | | 1861年至1873年，刀悶晟圖被回民起義軍俘虜，鎮康為回民起義軍所控制。 |
| 清朝 | 鎮康州 | 刀悶錦圖 | 刀悶晟圖弟   | 1878年—1890年                                                                                                | |
| 清朝 | 鎮康州 | 刀悶純祖 | 刀悶錦圖子   | 1890年—1891年                                                                                                | |
| 清朝 | 鎮康州 | 刀悶純興 | 刀悶純祖弟   | 1891年—1906年                                                                                                | 刀悶純興病故，無人承嗣，鎮康州遂於1907年改土歸流 |

## 遺跡

### 土司墓遺址
鎮康土司至少有九冢規模宏大的土司墓，於大躍進時期被毀壞。墓雕石刻後來被蒐集起來，存放在永德縣永康糧管所倉庫。

## 註解
1. ↑  今永德縣永康鎮舊城

## 外部連結
- 永德博物館